# GCIRS 13E
GCIRS 13Eとは、銀河系の中心いて座A*を公転する星団、及びその中央にある中間質量ブラックホールの名称である。ただしブラックホールの存在に関する議論は未決着である。

## 軌道の性質
GCIRS 13Eは、銀河系の中心にある太陽の431万倍の質量を持つ超大質量ブラックホールの周辺を公転する星団である。いて座A*から3光年という近い所を秒速280kmで移動している。公転周期は約4万年である。

## 物理的性質
GCIRS 13Eは、少なくとも7つの大質量星を持つ星団である。恒星の質量は太陽の5倍から10倍であるが、最初は太陽の40倍以上の質量を持つO型星やウォルフ・ライエ星として誕生し、その後質量を減らして現在の質量になったと考えられている。星団はいて座A*からとても近いため、その重力が星形成の妨げになると考えられる。そのためGCIRS 13Eは、60光年離れたところから、いて座A*の重力の影響で10万年以内に現在の軌道に移動した球状星団の名残と考えられている。10万年という数値は、恒星の寿命の問題である。
GCIRS 13Eの中心部には、太陽の1300倍の質量を持つブラックホールが存在すると考えられている。これは初めて発見された可能性のある中間質量ブラックホールである。銀河の中心にあるような超大質量ブラックホールは、このような中間質量ブラックホールの合体によって成長したと考えられており、超大質量ブラックホールの近くにある中間質量ブラックホールの存在は、この説を裏付けると考えられる。

## 観測の歴史
2003年に、Brad HansenとMilos Milosavljevicは、銀河系の中心部に太陽の1000倍から1万倍の質量を持つブラックホールと、その周辺にある恒星で構成された星団の存在を予測した。少なくとも5光年離れた場所で形成され、現在の軌道に落ちてきたと考えられた。
2004年、Jean-Pierre Maillardらの研究チームは、GCIRS 13Eと命名された場所に太陽の1300倍の質量を持つ中間質量ブラックホールが存在する可能性を示した。
2005年、R. Schoedelらの研究チームは、星団の力学的性質から、GCIRS 13Eの中間質量ブラックホールの存在に疑問を呈した。議論は2012年現在も続いている。

## 名称
GCIRS 13Eは、"Galactic Center Infrared Source 13 East"の略であり、直訳すると「銀河系の中心にある赤外線源の13番目の東側」となる。東側の表記があるのは、GCIRS 13Eのすぐ近くにある恒星のGCIRS 13Wと区別するためである。